# A Fórmula de Deus
A Fórmula de Deus é o quarto romance de José Rodrigues dos Santos, publicado em 2006 e editado pela Gradiva. É o segundo livro da série Tomás Noronha, precedido por O Codex 632 e seguido por O Sétimo Selo.
Um dos principais temas abordados pelo livro é a prova científica da existência de Deus, a partir de uma fórmula de Einstein, grande parte da obra passa-se no Irão, Tibete e Portugal, onde o personagem principal sofre grandes desventuras.

## Enredo
Contratado para decifrar um manuscrito de Einstein só agora descoberto, Tomás Noronha, professor universitário, envolve-se num jogo duplo entre o Ministério da Ciência Iraniano e a CIA, procurando desvendar a prova científica da existência de Deus, descoberta por Einstein, embora o Irão e os EUA julguem que o documento do cientista expõe a fórmula para fabricar facilmente uma bomba atómica. 
Com a ajuda de Ariana Pakravan, por quem se apaixona, ele tenta sair ileso de mais uma aventura. Enquanto o seu pai tem os dias contados devido a um cancro do pulmão, Tomás tem de escapar às perseguições dos iranianos, após os ter traído para ajudar a CIA. É Ariana quem o ajuda, acabando por se deixar levar pelos seus sentimentos relativamente ao português. 
Após uma viagem que vai desde o Irão ao Tibete, e ainda em Portugal, eles conseguem provar, precisamente no dia do funeral do pai de Tomás, que o documento de Einstein não contém a fórmula para o fabrico para uma bomba nuclear, mas sim uma tese científica relativa à existência de Deus.

## Personagens
Tomás Noronha: protagonista da trilogia, Tomás é professor de História na Universidade Nova de Lisboa e criptanalista, divorciado desde há cerca de cinco anos. É contratado por Ariana Pakravan em nome do Ministério da Ciência iraniano para decifrar o Die Gottesformel, o documento de Einstein que tematiza a existência de Deus. Mais tarde, é forçado a espiar os iranianos para a CIA, uma vez que quer esta quer o Irão, pensam que o Die Gottesformel dá a fórmula para a criação de uma bomba nuclear fácil, barata e destrutiva como nunca antes visto. Acaba por se apaixonar por Ariana.
Ariana Pakravan: física nuclear a trabalhar para o Ministério da Ciência do Irão. Ajuda Tomás a decifrar o manuscrito de Einstein e chega a trair o seu país para salvar o português. Apesar de apaixonada por ele, Ariana resiste às investidas de Tomás devido às severas leis iranianas e à diferença cultural entre ela e ele.
Frank Bellamy: dirige o Directório de Operações da CIA. Pensando que os iranianos estão a tentar fabricar uma nova arma nuclear, obriga Tomás a fazer um jogo duplo, ajudando os iranianos, mas revelando todas as informações à agência americana.
Manuel Noronha: pai de Tomás, fica com um cancro pulmonar devido ao tabagismo. Apesar de morrer por causa da doença no final, Manuel, professor de Matemática na Universidade de Coimbra, revela-se uma ajuda importante na investigação de Tomás, com quem nunca teve uma relação tão próxima como deveria ser entre pai e filho.
Luís Rocha: assistente do professor Augusto Siza, que colaborou com Einstein na criação de Die Gottesformel e foi raptado pelos iranianos, ajuda Tomás na interpretação dos resultados na investigação acerca do manuscrito.

## Temática
Este romance trata principalmente as provas para a existência de Deus. Expõe também argumentos contra o modo como a Bíblia caracteriza Deus, embora mostre cálculos que mostram a existência de certas verdades científicas no Génesis. 
Trata ainda temas como a diferença entre culturas (Irão, Tibete, Portugal), o plano nuclear iraniano, o modo como a CIA opera, as semelhanças entre a ciência ocidental e o pensamento oriental e o cancro pulmonar.

## Tese principal: a existência de Deus
A tese exposta no livro é baseada em teorias verdadeiras, algumas até conhecidas, como a Teoria da Relatividade, de Einstein, o Princípio Antrópico, ou o Teorema da Incompletude. Há um grande foco sobre o Big Bang, devido à comparação entre este e a famosa frase do Génesis: "faça-se luz!".
Neste livro, defende-se a existência de um Deus não antropomórfico, como afirma a Igreja, mas sim como uma inteligência superior e com uma determinada intenção na criação do Universo e no surgimento da Humanidade.